# José María de Pereda
José María de Pereda y Sánchez de Porrúa (Polanco, 6 de febrero de 1833-Santander, 1 de marzo de 1906) fue un novelista español del periodo realista, autor de célebres novelas de costumbres. También fue político, afiliado al carlismo. Sus obras más conocidas son Peñas arriba, De tal palo tal astilla, La puchera y, especialmente, Sotileza, que le dieron gran reconocimiento, lo cual dio lugar a que ya en 1872 fuese nombrado correspondiente de la Real Academia Española.

## Biografía
Sus padres fueron Juan Francisco de Pereda y Bárbara Josefa Sánchez de Porrúa; su madre era de Comillas y su padre de Polanco, ambas localidades en Cantabria. Se casaron muy jóvenes, y tuvieron veintidós hijos, si bien solo nueve sobrepasaron la juventud y llegaron a adultos. Inicialmente vivieron de la agricultura y de la ganadería en el pueblo natal, donde el autor cursó los estudios de educación primaria, hasta que se trasladaron a la capital, Santander, para que José María pudiese preparar su ingreso en el Instituto Cántabro de la calle Santa Clara. A los once años, en 1843, fue ya alumno del instituto en el que también estudiaron Menéndez Pelayo, Gregorio Marañón y Gerardo Diego. Durante el bachillerato fue un estudiante mediano, más amante de la caza, la pesca y la vida en contacto con la naturaleza que de otras ocupaciones, y por ello no avanzó mucho en los estudios. Manifestó, además, un temperamento neurótico e hipersensible desde niño.
Terminados los estudios de Humanidades, en el otoño de 1852, se trasladó a Madrid con intención de cursar los estudios preparatorios del ingreso en la Academia de Artillería de Segovia. Allí se alojó en la calle del Prado número 2, junto a otros estudiantes de su provincia, se interesó poco por los libros científicos, y se dedicó más a las tertulias en el café de «La Esmeralda», los bailes de Capellanes y el teatro. Años más tarde, al referirse a esta etapa de su vida, diría que comenzó en Madrid:

Una carrera científica que no concluí por falta de vocación para ello.

Por entonces es testigo de la Revolución de 1854, la llamada «Vicalvarada» —donde casi fallece a consecuencia de los tiroteos en las calles—, sucesos a los que aludiría más adelante en su novela Pedro Sánchez (1883). En esa época escribió La fortuna en un sombrero (1854), comedia que no se llegó a publicar.
Tras estos acontecimientos, Pereda vuelve a Santander donde en 1855 fallece su madre y él contrae poco después el cólera. Debido a ambas cosas anduvo decaído y desanimado, a pesar de que se recuperó de la enfermedad. Al año siguiente se le presentó una neurastenia que le dejó postrado y obligó a su familia a enviarlo a Andalucía, donde permaneció una parte del año 1857. Al aparecer en Santander el diario La Abeja Montañesa decidió salir de su marasmo e iniciar una carrera periodística. Allí publicó sin firma o, sobre todo, con el seudónimo Paredes, críticas teatrales y esbozos costumbristas. También fundó en 1858 el semanal El Tío Cayetano. Prueba suerte en el teatro con las piezas Tanto tienes, tanto vales (1861), Palos en seco (1861), Marchar con el siglo (1863) y Mundo, amor y vanidad (1863), con poca suerte. Estos conatos escénicos se publicaron en 1869 con el título Ensayos dramáticos.

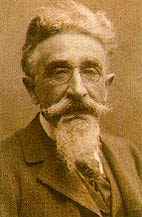
José María de Pereda

En 1864 había aparecido ya su primera obra notable, Escenas montañesas, que le convirtió en una celebridad local. El mismo año puso su mirada en Madrid, donde empezó a publicar en El Museo Universal y en 1866 colabora con otros autores en el libro colectivo Escenas de la vida, colección de cuentos y cuadros de costumbres. En su segundo libro, Tipos y paisajes, Pereda se esmeró sobre todo en el relato titulado Blasones y talegas. En abril de 1869 se casa con Diodora de la Revilla y dos años más tarde inicia su carrera política presentándose como diputado carlista por el distrito de Cabuérniga. El año anterior se había constituido la junta provincial del partido, de la que era presidente su amigo Fernando Fernández de Velasco, vicepresidente su hermano Manuel Bernabé Pereda y vocal el propio novelista. Salió elegido por escaso margen, en parte por la división del voto liberal. Eso le hizo ampliar sus amistades en Madrid y darse a conocer. Sus ideas carlistas, sin embargo, no le impiden hacer amistad con escritores de ideología contraria, como Galdós y Leopoldo Alas «Clarín».
Sobre su experiencia política escribió la novela corta Los hombres de pro, incluida en su libro Bocetos al temple (1876). Entonces dejó la política para consagrarse a sus hijos durante cuatro o cinco años. Estimulado por sus amigos Marcelino Menéndez Pelayo y Gumersindo Laverde, volvió a la literatura iniciando una especie de segunda etapa en su obra, más centrada en la narración extensa realista que en el cuadro de costumbres. Sus novelas estaban ambientadas casi siempre en La Montaña, salvo Pedro Sánchez (sin duda su obra menos verbosa, pero más movida y galdosiana, ambientada en Madrid) y presentaban como tema central la exaltación e idealización de las costumbres del pueblo frente a las urbanas. Sus obras más destacadas son Sotileza (1885), obra en la que retrata la forma de vida de los pescadores, y Peñas arriba (1895), centrada en los habitantes de montaña.

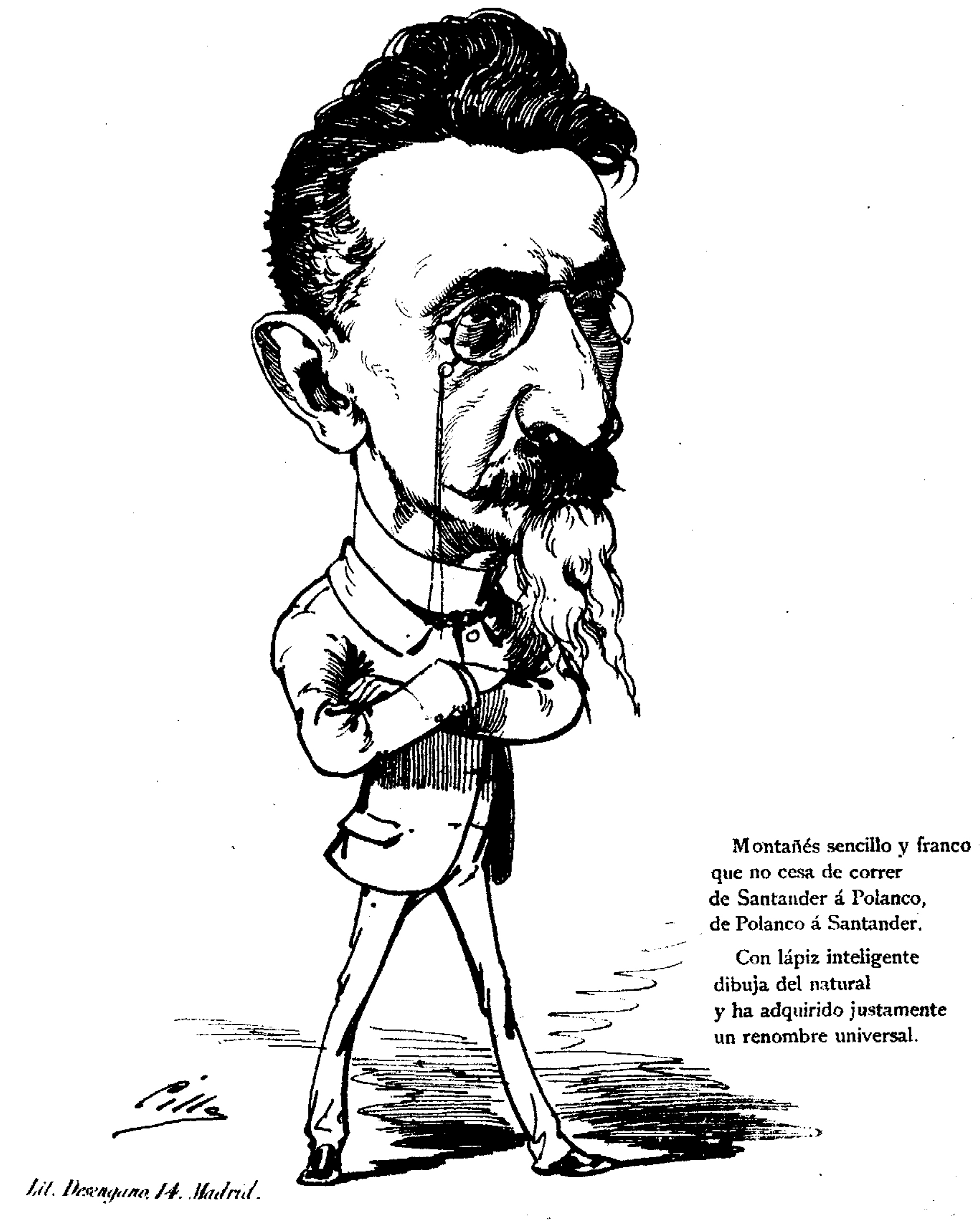
Caricaturizado por Cilla en Madrid Cómico (1883)

El suicidio en 1893 de su primer hijo, Juan Manuel, le sorprendió cuando estaba redactando el vigésimo primer capítulo de este último libro (Peñas arriba). En el manuscrito original hay una cruz que señala el triste momento. Este acontecimiento le afectó muchísimo: desde entonces abandonó casi completamente la escritura, se sumergió en una honda tristeza y le acometieron complejos de culpabilidad que derivaron en una crisis existencial y religiosa. Se agravó su neurastenia y envejeció prematuramente. A duras penas salió de la crisis leyendo el Libro de Job, pero ya no quiso escribir más. Únicamente publicó su desganada novela corta Pachín González, basada en un hecho real, la explosión en noviembre de 1893 del vapor Cabo Machichaco, atracado en el puerto de Santander con un cargamento de dinamita.
Ya era correspondiente de la Real Academia Española desde 1872, y en febrero de 1897 leyó su discurso como miembro de número. Su hija contrajo matrimonio en junio de 1903 con Enrique Rivero, de Jerez de la Frontera, hecho que levantó sus ánimos, pero en la primavera de 1904 sufrió una apoplejía que le dejó hemipléjico del lado izquierdo, y murió el 1 de marzo de 1906. Su cuerpo reposa en el cementerio de su natal Polanco, donde tiene un busto en su honor.
Otro de sus hijos, Vicente de Pereda y Revilla (1881-1950), también fue novelista.

## Pereda y el habla de Cantabria

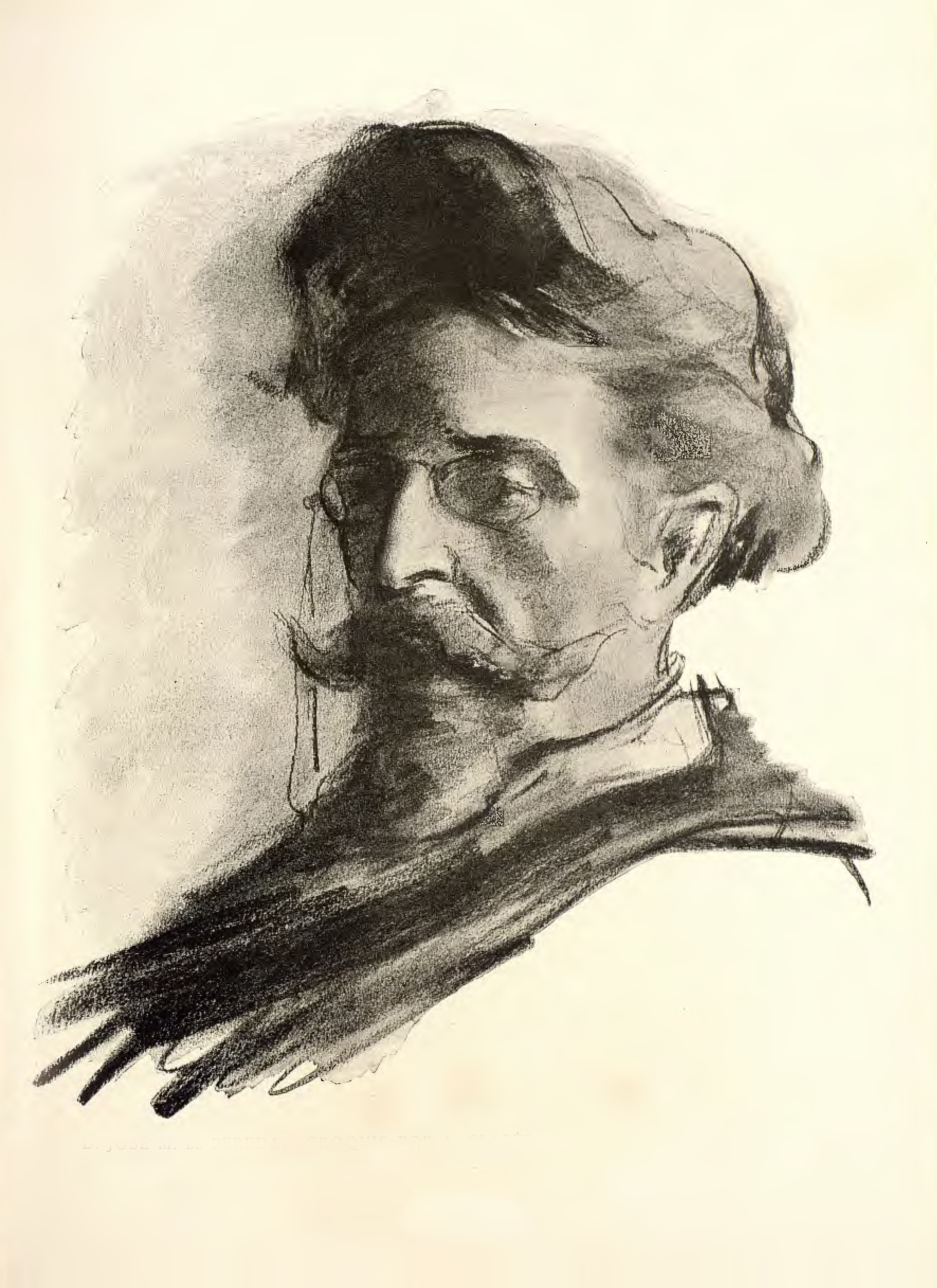
Pereda retratado por A. Clapés (1899).

Algunos autores actuales han interpretado en la obra de Pereda un intento de recuperar el habla montañesa, aunque este no era realmente su objetivo. Pereda utilizó esta variante lingüística para caracterizar a sus personajes según su ámbito social, entorno rural o urbano, profesión, entre otros factores. Para Pereda, esta variante desnaturalizaba la lengua culta. A pesar de ello, su obra costumbrista buscó reflejar fielmente el habla viva de la Cantabria de su tiempo. 
En 1875, Pereda respondió a una carta enviada por la Real Academia Española el 1 de junio de 1874, donde se le pedía que investigara el modo de hablar de La Montaña. En esa carta-informe Pereda señala que en esa región se hablaba de un modo muy particular y registra muchas de sus voces, documentando en qué zonas se oyen y cómo varían en otras, pero apuntando que se trata de un idioma vulgar. De este modo, en tal informe se lee:

De todas las de España que no tienen dialecto propio, y aun exceptuando entre las que le tienen, únicamente aquellas en las cuales se habla vascuence, la de Santander es, a no dudar, la que más desnaturaliza y afea el castellano en su lenguaje común.

A continuación divide La Montaña cántabra en tres regiones (occidental, central y oriental), y describe sus diferencias lingüísticas y sus particularidades compartidas. Acepta también que este modo de hablar es propio de las zonas rurales, diciendo de la zona central o de Santander, que es la más urbana:

Por lo demás, el castellano que se habla en esta ciudad por los hombres de alguna ilustración, es, en cuanto cabe, puro de todo acento y vicio provincial, como sucede entre las personas también ilustradas de los pueblos de la misma región; al contrario de lo que se observa en la occidental, y especialmente en la oriental.

## Literatura
- En De tal palo tal astilla (1880) el personaje principal, Fernando Peñarrubia, es educado por un padre ateo. Cuando se enamora de Águeda, consulta con el cura de Valdecines, pero las intrigas del codicioso cacique Sotero y la usura que practica llevarán al protagonista al suicidio. Con esta novela de tesis Pereda intentó responder a Gloria de Galdós, aunque también tiene ecos de Doña Perfecta.Placa de la cuesta que, en Santander, une el Cabildo de Arriba con el mar, nombrada en honor de la protagonista de la novela de Pereda.

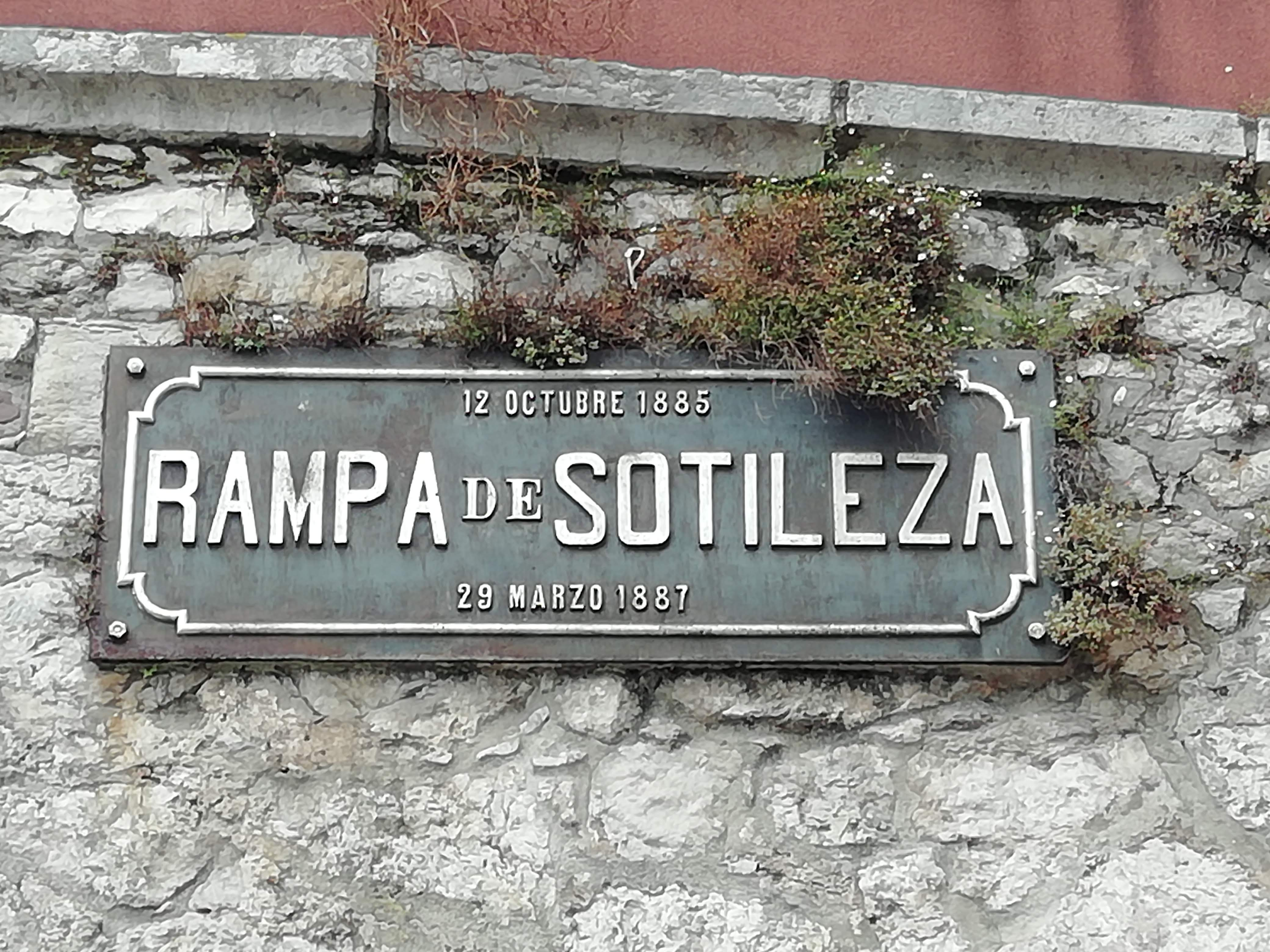
Placa de la cuesta que, en Santander, une el Cabildo de Arriba con el mar, nombrada en honor de la protagonista de la novela de Pereda.

- En Sotileza (1885), cuyo título responde al apodo de la huérfana Silda, recogida piadosamente por un matrimonio de pescadores. Esta muchacha, de carácter soñador, enamora a Andrés, hijo de un prestigioso marino, pero ambos se ven obligados a renunciar al amor cuando se impone la realidad social. Andrés se casará con una muchacha de su clase y Casilda con un pescador, Cleto, todo ello con la intercesión del padre Apolinar, que representa la imagen del clero como consolador de los males sociales a la vez que guardián de los valores de la tradición popular. En Sotileza presenta Pereda un amplio retrato de las costumbres de los pescadores, la dureza de su vida y su organización social.
- En La puchera (1889) se aproxima al naturalismo, siempre desde un punto de vista conservador: para poder comer, Juan Pedro el Lebrato y su hijo, Pedro Juan el Josco, se dedican a pescar en duras condiciones, ya que deben pagar sus deudas al prestamista Baltasar, el Berrugo. Pedro Juan logra la mujer que ama: Pilara, mientras que al Berrugo lo desprecia su hija, Inés, por impedirle casarse con un indiano rico. Enloquecido por un tesoro, muere Baltasar ante el Lebrato y el Josco, que se ven incapacitados para salvarlo.
- En Peñas arriba (1895), novela apenas sin acción y donde impera la prosa descriptiva, narra la estancia de Marcelo en casa de su tío Celso en Tablanca durante un invierno, su tío lo hará su heredero. Tras excursiones y conversaciones con sus habitantes, Marcelo se va encariñando con el lugar y su impresionante naturaleza. Participa en la cacería de un oso y sobrevive a un temporal de nieve. Al morir su tío, elige una esposa de Tablanca, donde se instala ya hasta el fin de sus días.

## Estilo

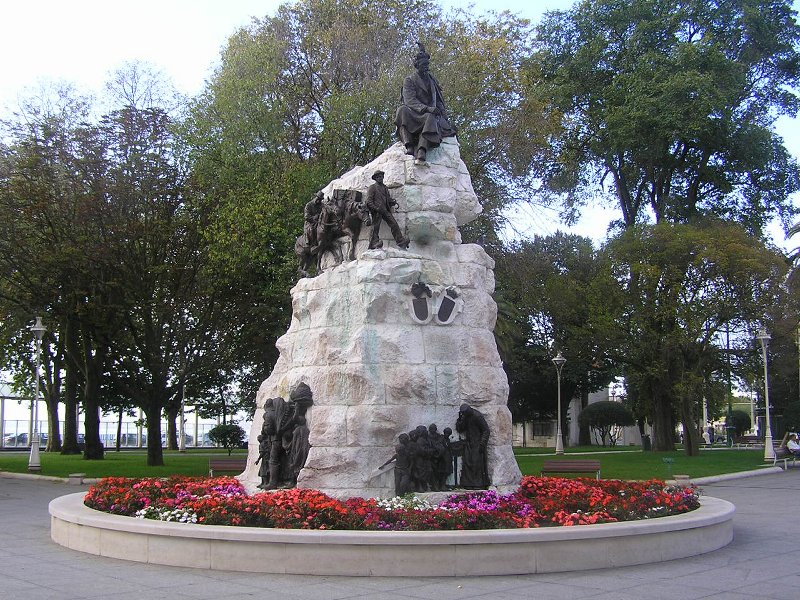
Monumento a José María de Pereda en los jardines del mismo nombre en Santander. Los relieves que rodean la talla de Pereda representan escenas de sus obras.

Fue realista y costumbrista, próximo al Romanticismo y naturalismo. Fue descrito, así como todo lo relacionado con él, como perediano: en lo narrativo y descriptivo, largos periodos henchidos de subordinación, con un lenguaje de compostura académica; en los diálogos, viveza coloquial y fidelidad al habla regional cántabra, con uso de giros dialectales y localismos. Muchas de sus obras son de carácter autobiográfico; por temperamento e ideas es absolutamente opuesto a Juan Valera: nada cosmopolita, sino regionalista; nada epicúreo, sino austero; nada escéptico, sino firmemente creyente. Refleja un tipo de vida patriarcal, hoy en día quizá demasiado pasado de moda. Pero es un robusto paisajista, con una poderosa y genuina visión de la naturaleza virgen. El crítico Andrenio escribió de él: "Estrecho de criterio y de estética, pero siempre sólido y sincero".
Su corriente literaria más habitual era el realismo, al igual que su contexto histórico.

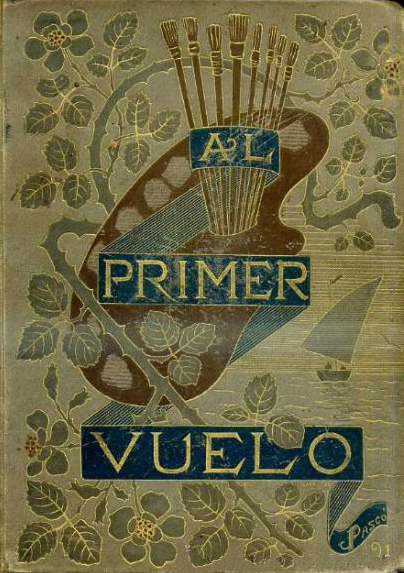
Al primer vuelo (1891), cubierta de Pascó, las ilustraciones del interior corresponden en cambio a Apeles Mestres.

Rechazó las novedades del mundo moderno y ha pasado a la historia por ser uno de los maestros del costumbrismo y de la novela regional, pero supo trascender lo anecdótico para dotar a su obra de un cuidado y un vigor que traspasa el mero regionalismo y lo hizo con una forma moderna de gran valor literario.

## Obras

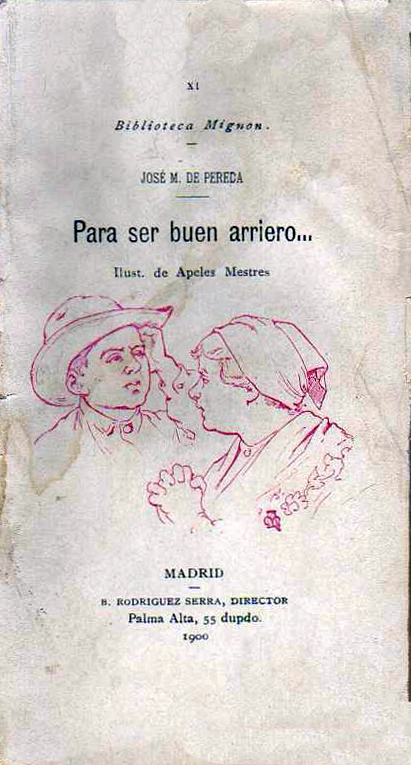
Para ser buen arriero (1900), ilustraciones de Apeles Mestres.

- Al primer vuelo: idilio vulgar. Ilustraciones de Apeles Mestres, Barcelona, Imp. Henrich y Cía. en Comandita, 1891, 2 vols.
- Baños del sardinero. Ilustraciones de Pedrero, Santander, Tantín, 1995.
- Blasones y talegas, Madrid, Imp. Biblioteca Patria, 189-?
- Buena gloria. Dibujos de Andy, Santander, Gobierno de Cantabria, Secretaría General, Servicio de Publicaciones, 1984.
- El buey suelto... Cuadros edificantes de la vida de un solterón, por J. M. de Pereda, Madrid, Imprenta y Fundición de Manuel Tello, 1878.
- De tal palo tal astilla, Madrid, Imp. y Fundición de Manuel Tello, 1880.
- Don Gonzalo González de la Gonzalera, Madrid, Suárez, 1878.
- Un joven distinguido y otros tipos trashumantes. Selección y prólogo de Carmen Bravo-Villasante, Madrid, Montena, 1988, (El carnaval de las letras, 9).
- La leva y otros cuentos. Prólogo y notas de Laureano Bonet, Madrid, Alianza Editorial, 1970,
- La Montálvez, Madrid, Imprenta y Fund. de Tello, 1888.
- Nubes de estío, Madrid, Imprenta y Fundición de Manuel Tello, 1891, (Obras completas de José María de Pereda, 14).
- Pedro Sánchez, Madrid, Imprenta y Fundición de M. Tello, 1883.
- Pachín González, Madrid, Viuda e Hijos de Tello, 1896.
- Peñas arriba, Madrid, Tip. Viuda e Hijos de Tello, 1895.
- Para ser un buen arriero, Madrid, Rodríguez Serra, 1900, (Biblioteca Mignon, 11).
- La puchera, Madrid,, Imprenta y Fundición de Manuel Tello, 1889, (Obras completas de José María de Pereda, 11).
- El sabor de la tierruca. Copias del natural. Ilustraciones de Apeles Mestres. Grabados de C. Verdaguer, Barcelona, Biblioteca Artes y Letras, 1882.
- Sotileza:
  - Madrid, Imp. y Fundición de Manuel Tello, 1885.
  - Edición, notas y apéndice por José Simón Cabarga. Santander, Institución Cultural de Cantabria, 1977.
  - Edición y notas por Germán Gullón. Madrid, Espasa Calpe, 1999.
- Tipos trashumantes. Croquis a pluma. Santander. Imprenta y litografía de J. M. Martínez. 1877.
- Obras completas Prólogo de Marcelino Menéndez y Pelayo, Madrid, Tipografía de la Viuda e Hijos de M. Tello, 1884-1906,17 vols. I. Los hombres de pro.- II. El buey suelto.-III. Don Gonzalo González de la Gonzalera- IV. De tal palo, tal astilla.- V. Escenas montañesas.VI. Tipos y paisajes.- VII. Esbozos y rasguños.- VIII.- Bocetos al temple. Tipos trashumantes.- IX. Sotileza.-X. El sabor de la tierruca.-XI. La puchera- XII. La Montálvez- XIII. Pedro Sánchez.- XIV. Nubes de estío.- XV. Peñas arriba.- XVI. A primer vuelo.- XVII. Pachín González; De Patricio Rigüelta; Agosto; El óbolo de un pobre; Cutres; Por lo que valga; El reo de P...; La lima de los deseos; Va de cuento; Esbozo; De mis recuerdos; Homenaje a Menéndez y Pelayo.
- Obras completas Edición dirigida por Anthony H. Clarke y José Manuel González Herrán, Santander, Ediciones Tantín, 1989-2001. I. Escenas montañesas, Tipos y paisajes. Edición, introducción y notas de Salvador García Castañeda, 1989.- II. Tipos trashumantes. Esbozos y rasguños. Edición, introducción y notas de Salvador García Castañeda, 1989.- III, Bocetos al temple. Edición de José Manuel González Herrán. introducción y notas de Noel M. Valis.- El buey suelto. Edición de Anthony H. Clarke. Introducción y notas de Maurice Hemingway, 1990. IV. Don Gonzalo González de la Gonzalera. Introducción y notas de Enrique Miralles. De tal palo, tal astilla. Introducción y notas de Eamon Rodgers, 1991.- V. El sabor de la tierruca. Edición, introducción y notas de Anthony H. Clarke. Pedro Sánchez. Edición de José Manuel González Herrán. Introducción y notas de Francisco Pérez Gutiérrez, 1992.- VI. Sotileza. Edición de Anthony H. Clarke. Introducción y notas de Francisco Caudet. La Montálvez Edición de José Manuel González Herrán. Introducción y notas de Laureano Bonet, 1996.- VII. La puchera; Nubes de estío / edición de Anthony H. Clarke ; introducción y notas de Demetrio Estébanez Calderón. - VIII. A primer vuelo. Edición y notas de A. H. Clarke. Peñas arriba. Edición de A. H. Clarke, introducción y notas de José Manuel López de Abiada.